# Octave Dierckx
Octave Victor Anna Dierckx (* 15. Oktober 1882 in Antwerpen, Flandern, Belgien; † 21. März 1955 in Uccle/Ukkel, Region Brüssel-Hauptstadt, Belgien) war ein belgischer Politiker der Liberale Partij und mehrfach Minister.

## Biografie
Nach dem Schulbesuch studierte er Rechtswissenschaft und war nach der Promotion zum Doktor der Rechtswissenschaften als Rechtsanwalt tätig.
Seine politische Laufbahn begann er 1920 mit der Wahl zum Mitglied des Gemeinderates von Ixelles/Elsene. Daneben war er von 1925 bis 1929 Mitglied des Rates der damaligen Provinz Brabant. Danach wurde er 1929 Mitglied des Senats, dem er bis zu seinem Tod 1955 angehörte.
Nachdem er von 1933 bis 1934 Vorsitzender der Liberalen Partei war, wurde er 1934 von Premierminister Georges Theunis zum Verkehrsminister und Minister für Post, Telefonie und Telegrafie (PTT) erstmals in eine Regierung berufen und gehörte dieser bis 1935 an. Im Kabinett von Premierminister Paul-Émile Janson war er von November 1937 bis Mai 1938 Innenminister und in der darauffolgenden Regierung von Paul-Henri Spaak von 1938 bis 1939 Minister für öffentlichen Unterricht.
Für seine politischen Verdienste wurde er am 3. September 1945 neben einigen anderen Politikern mit dem Ehrentitel Staatsminister ausgezeichnet.
Zuletzt war er im Kabinett von Premierminister Gaston Eyskens zwischen 1949 und 1950 Minister ohne Geschäftsbereich.